# 中野育男
中野 育男（なかの いくお、1952年 - ）は、日本の社会学者。
専門は法社会学。社会学博士 (法政大学) 。専修大学商学部教授。

## 略歴・人物
神奈川県に生まれる。1975年から都立高校の教諭として働いた後、1991年に法政大学大学院 社会科学研究科にて社会学の博士号を取得。1992年、法政大学講師、同年10月に宮崎大学助教授となる。1999年より、専修大学商学部教授。
日本労働法学会、日本社会保障法学会、沖縄社会学会、北海道民族学会、日独労働法協会、専修大学教育学会、法政大学心理学会などに所属。

## 著作等

### 単著
- 『スイス労働契約の研究』（総合労働研究所、1995年）
- 『学校から職業への迷走』（専修大学出版局、2002年）
- 『米国統治下沖縄の社会と法』（専修大学出版局、2005年）
- 『スイス労働協約の研究』（専修大学出版局、2007年）
- 『米国統治下沖縄の職業と法』（専修大学出版局、2009年）

### 共著
- 『貿易と国際労働基準』（日本労働研究機構、1997年）
- 『少子化と社会法の課題』（法政大学出版局、1999年）
- 『福祉国家への視座』（ミネルヴァ書房、1999年）
- 『講座21世紀の労働法・我が国労働政策の軌跡と展望』（有斐閣、2000年）
- 『市民社会の変容と労働法』（信山社、2005年）
- 『21世紀とマルクス』（桜井書店、2007年）
- 『職業と仕事―働くって何』（専修大学出版局、2008年）
- 『グローバル化の中の福祉社会』（ミネルヴァ書房、2009年）
- 『社会保障法・福祉と労働法の新展開』（信山社、2010年）